# Мишел Монури
Мишел Жозеф Монури (фр. Michel Joseph Maunoury; Орлеан, 11. децембар 1848 — 28. март 1923) је био француски генерал.

## Биографија
Пред Први светски рат, Монури је био члан Вишег ратног савета и гувернер Париза. После избијања Првог светског рата, постављен је за команданта Лоренске армије, а затим и новоформиране Шесте армије коју је водио у Првој бици на Марни. У фази гоњења није остварио Жофрову замисао обухвата немачког десног бока. Истом армијом командовао је у бици на Ени. Марта 1915. године тешко је рањен. Од октобра исте године до марта следеће године поново је гувернер Париза. После смрти је унапређен у чин маршала.